# Wacław Zalewski
Wacław Piotr Zalewski (ur. 25 sierpnia 1917 w Samogródku, zm. 29 grudnia 2016 w Bostonie) – polski inżynier budowlany i konstruktor, twórca takich nowatorskich budynków jak katowicki Spodek, nieistniejący już warszawski „Supersam” i dworzec w Katowicach.

## Życiorys
Urodził się w Samogródku w polskiej rodzinie osiadłej na Żytomierszczyźnie od XVII w. Brał udział w powstaniu warszawskim na Czerniakowie, maturę uzyskał w Liceum im. Tadeusza Czackiego w Warszawie, gdzie był w tej samej klasie maturalnej, co ksiądz-poeta Jan Twardowski.
W 1947 ukończył studia na Politechnice Warszawskiej, które rozpoczął przed wojną, w końcu uzyskując dyplom Politechniki Gdańskiej. Zaprojektował cały szereg nowych konstrukcji przemysłowych. W latach 1948–1962 pracował w Biurze Studiów i Projektów Typowych Budownictwa Przemysłowego „Bistyp” w Warszawie. Był wysyłany wielokrotnie na zagraniczne konferencje w ramach tak zwanego PRL-owskiego „rozsławiania polskiej myśli technicznej”. W 1962 uzyskał stopień doktora nauk technicznych na Politechnice Warszawskiej. W latach 1962–1966 przebywał w Wenezueli na Uniwersytecie Andyjskim w Méridzie w Wenezueli jako visiting professor. Później pracował jako konsultant dla w Ministerstwa Robót Publicznych w Caracas. Zaprojektował szereg innowacyjnych konstrukcji, między innymi budowle o wiszących dachach i konstrukcje funikularne.
Zamieszkał w Stanach Zjednoczonych. W 1965 został zaproszony jako profesor zwyczajny na Massachusetts Institute of Technology, gdzie pracował na pełnym etacie do 1988, kiedy przeszedł na emeryturę. Został profesorem emerytowanym architektury (professor emeritus).
Uważany jest za jednego z pionierów technik linowo-prętowych na zasadzie tensegrity w konstrukcjach lekkich zadaszeń bez zastosowania kolumn nośnych. Napisał książkę Shaping Structures. M.in. wprowadził strumienie sił jako metodę obliczeń konstrukcji. Był znany z umiejętności szybkich obliczeń w pamięci, co prezentował na pokazach w MIT.
W 1997 otrzymał tytuł doktora honoris causa Politechniki Warszawskiej z wniosku Wydziału Architektury i Wydziału Inżynierii Lądowej.
Wystawa „Wacław Zalewski – kształtowanie konstrukcji”, czyli Shaping Structures pokazana na MIT, uzupełniona o polskie eksponaty takie jak np. model Supersamu ze sklejki i deseczek, pokazana też była w Polsce na Politechnice Łódzkiej, potem w Warszawie w Stowarzyszeniu Architektów Polskich SARP na Foksal, następnie na politechnikach w Gdańsku i Wrocławiu.

## Projekty
- Wydział Inżynierii Leśnej na Universidad de los Andes (Merida, Wenezuela, 1965)
- Hala sportowa w Maracaibo (Wenezuela, 1965)
- Muzeum Sztuki w Caracas (1973)
- Keum Jung Sports Park (2002)
- Spodek w Katowicach (1960)
- dworzec w Katowicach (1972)
- Supersam w Warszawie (1971)
- Torwar w Warszawie (1960)
- Pawilon wenezuelski na Expo 1992 w Sewilli (Hiszpania, 1992)
- Fabryka w Mińsku Mazowieckim
- Fabryka mebli w Wyszkowie
- Zakłady im. Obrońców Westerplatte w Łodzi

## Odznaczenia
- Medal 10-lecia Polski Ludowej (15 lipca 1955)[4]

## Nagrody
- Nagroda Państwowa III stopnia za nowe nomogramy do wymiarowania przekrojów żelbetowych wg teorii Loleita oraz nomogramy do obliczania układów hiperstatycznych (1952)[5]